# Astracantha sicula

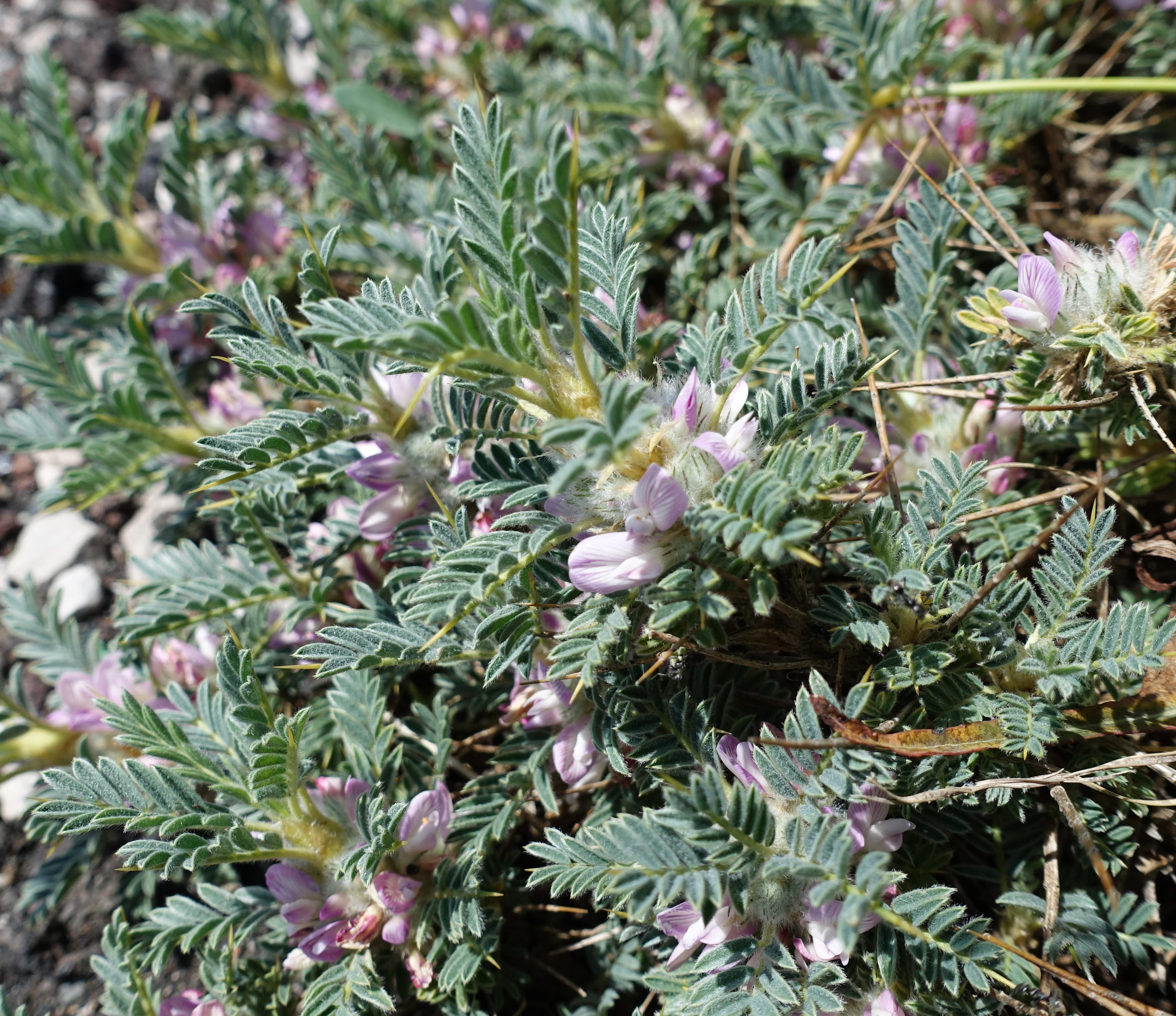
Astragalus siculus, sur les pentes de l'Etna.

Espèce
Classification APG III (2009)
Astracantha sicula, l'astragale de Sicile est une espèce de plantes à fleurs de la famille des Fabaceae.
Endémique de Sicile, on la trouve sous forme de coussinets épineux, clairsemés sur les pentes du versant Sud de l'Etna.

## Description
L'astragale de Sicile est une plante arbustive, formant des coussins épineux de 30-60 cm de haut et jusqu'à 2 m de diamètre.
La feuille pennée est constituée de 6 à 12 paires de folioles; la foliole terminale est transformée en une fine pointe épineuse, piquante comme une aiguille.
La fleur papilionacée comporte une corolle rose pourpré.
La floraison s'étale de mai à août.

## Distribution et habitat
On trouve cette espèce sur le versant sud de l'Etna.
Elle pousse sur les pentes arides de laves, à une altitude comprise entre 1 000 et 2 400 m. Elle est associée à une épine-vinette (Berberis aetnensis), une tanaisie (Tanacetum siculum), le genévrier (Juniperus communis) et le genêt de l'Etna (Genista aetnensis).

## Synonyme
L'IPNI  considère Astragalus siculus comme le basionyme de Astracantha sicula (Biv.) Greuter.
La distinction entre les Astracantha et les Astragalus a été proposée par le botaniste allemand Dieter Podlech en 1983, en se basant sur l'anatomie de l'épine. Mais cette distinction n'est pas retenue par toute la communauté botanique.